# Боброво (Лёховская волость)
Боброво — деревня в Невельском районе Псковской области России. Входит в состав Артёмовской волости.

## География
Находится в 2 верстах к западу от деревни Лёхово и примерно в 31 версте к юго-востоку от города Невеля.

## Население
| 2001 | 2002 | 2010 |
| ---- | ---- | ---- |
| 26   | ↗27  | ↘19  |

Численность населения деревни по оценке на начало 2001 года составляла 26 жителей.

## История
С января 1995 до апреля 2015 года деревня входила в состав ныне упразднённой Лёховской волости.